# Цоне
Цоне (італ. Zone) — муніципалітет в Італії, у регіоні Ломбардія, провінція Брешія.
Цоне розташоване на відстані близько 470 км на північний захід від Рима, 80 км на північний схід від Мілана, 30 км на північ від Брешії.
Населення — 1092 особи (2014).

## Демографія
Населення за роками:

Станом на 1 січня 2023 року в муніципалітеті офіційно проживало 39 іноземців з 13 країн, серед них 8 громадян країн Євросоюзу та 8 громадян України.

## Сусідні муніципалітети
- Маркено
- Мароне
- Пізоньє
- Таверноле-суль-Мелла